# LG F 시리즈
LG F는 LG전자의 보급형 스마트폰 제품군이다. L(Life), F(Freestyle), G(Geometry) 중 F(Freestyle)에 해당된다. 제품은 다음과 같다.

## 안드로이드 스마트폰
- LG F70

## 같이 보기
- LG 뷰
- LG L